# Doreen Ketchens
Doreen J. Ketchens (née le 3 octobre 1966) est une clarinettiste de jazz virtuose américaine, interprète de Dixieland et de jazz traditionnel. Elle s'est produite dans des salles de concert, des festivals de musique et des ambassades américaines, et, pendant des décennies, lors de représentations hebdomadaires au sein de la Royal Street Performing Arts Zone du quartier français de la Nouvelle-Orléans avec son groupe, Doreen's Jazz New Orleans. Ketchens s'est produite devant quatre présidents américains – Bill Clinton, George HW Bush, Ronald Reagan et Jimmy Carter – et est décrite par Nola.com en 2012 comme une ambassadrice culturelle de la Nouvelle-Orléans.
Surnommée « Lady Louis », « the female Louis Armstrong » ou « Mrs. Stachmo » en raison de sa capacité à frapper et à tenir des notes aiguës puissantes et de son amour du style de performance de Louis Armstrong, elle a joué avec Ellis Marsalis, Jon Faddis, Trombone Shorty, Al Hirt, Dorothy Donegan, les Black Crowes, et Jennifer Warnes, et a fait la première partie de Macy Gray et Dr. John. Elle figure dans de nombreux documentaires sur la Nouvelle-Orléans, sa musique et son patrimoine, et elle est vue à la télévision dans des émissions comme Treme de HBO.

## Origines et éducation
Comme beaucoup de musiciens de la Nouvelle-Orléans, Doreen Ketchens a grandi dans le quartier du Tremé. Elle étudie la clarinette à l'école primaire, commençant en cinquième année à l'école primaire Joseph Craig. Pour se sortir d'un quiz pop, elle répond à une annonce invitant les étudiants intéressés à venir s'inscrire dans le groupe. Son premier choix est la flûte, mais la plupart des filles ayant choisi cet instrument, alors elle opte pour la clarinette. Au lycée, le directeur de son groupe, Donald Richardson, encourage à s'entraîner, ce qui fait émerger son talent,. Après ajour joué au sein du lycée John F. Kennedy de la Nouvelle-Orléans, elle auditionne et est acceptée au New Orleans Center for Creative Arts (en). Elle commence à étudier avec le clarinettiste Stanley Weinstein,.
Doreen fréquente le Delgado Community College, l'Université Loyola de la Nouvelle-Orléans, la Southern University de la Nouvelle-Orléans et, grâce à des bourses, dont une de l'Orchestre philharmonique de New York, la Hartt School de l'Université de Hartford à Hartford (Connecticut), où elle étudie avec Henry Larsen,. Elle effectue un stage avec l'orchestre symphonique de Hartford.
Elle étudie également la direction aux conservatoires et à l'université. À Loyola, elle rencontre son mari, Lawrence Ketchens, arrangeur et soubassophoniste, membre du Doreen's Jazz New Orleans. Sa passion pour le jazz vient de cette rencontre.

## Carrière
Doreen Ketchens travaille dans la confiserie de sa mère, le Doreen's Sweets, pendant un certain temps, jusqu'à ce qu'elle et Lawrence continuent de croiser des musiciens travaillant dans les rues de la Nouvelle-Orléans. Elle convainc son mari qu'ils pourraient gagner de l'argent en faisant cela. Le couple commence à se produire dans les rues de la Nouvelle-Orléans en 1987. Par ailleurs, elle donne son premier concert de jazz avec Lawrence à la Convention nationale républicaine de 1987.
Doreen Ketchens commence à jouer sur le Jackson Square avec son premier groupe, les Jackson Square All-Stars. Leur groupe évolue pour devenir Doreen's Jazz New Orleans et, après de longues luttes contre le chauvinisme des propriétaires de clubs et de jazz traditionnels, le groupe réussit à trouver une formule gagnante en jouant et en divertissant les foules via leurs spectacles de rue, leurs festivals de jazz, puis, via des concerts directs, puis la vente de leur musique et de leurs vidéos sur Internet. Ketchens fait découvrir le jazz américain traditionnel en Afrique, en Asie, au Canada, en Europe, en Amérique du Sud, en Russie et aux États-Unis.
Doreen a présenté sa fille, Dorian Ketchens-Dixon, quand elle avait neuf ans, en tant que batteuse au New Orleans Jazz & Heritage Festival pour une chanson dans un set. Aujourd'hui, elle est l'une des batteuses régulières du groupe.
Le groupe de Doreen Ketchens se produit aux festivals de jazz de la Nouvelle-Orléans et dans les festivals de musique, foires et démonstrations à travers le monde. En 2006, elle a participé à un programme d'échange culturel sud-africain avec la Field Band Foundation, parrainé par le Bureau des affaires éducatives et culturelles du Département d'État américain et Jazz at Lincoln Center.
En parallèle de sa carrière, Doreen rachète la boutique de sa mère en 2002. Peu de temps après, l'Ouragan Katrina endommage le bâtiment. Sa fille propose sa candidature pour la saison 8 de Queer Eye, afin que sa mère ait une opportunité de reprendre la confiserie. À cette occasion, la boutique est entièrement restaurée. À l'issue du tournage, un message posté sur les réseaux sociaux de l'artiste indique que les biens appartenant à Doreen ou son mari ont été volés ou endommagés. Par ailleurs, un article de Distractify indique que l'artiste ne fait pas la promotion de l’épisode la concernant sur ses réseaux et que la boutique n'est visiblement pas ouverte.

## Filmographie et vidéographie
- 2013, Civil Dysfunction Meets Civil Disobedience, Treme, HBO, elle-même
- 2013, Yes, Yes We Can, Treme, HBO, elle-même
- 2013, Tyler Perry's Temptation: Confessions of a Marriage Counselor, une chanteuse
- 2006, Doreen's Jazz New Orleans Live in Korea 2006, DJNO Records, DVD, elle-même
- 2015, Doreen's Jazz New Orleans Live in New Orleans 2015, DJNO Records, DVD, elle-même
- 2024, The Sweet Life, Queer Eye, Netflix, elle-même

## Discographie
- 2015, Doreen's Jazz New Orleans Volume XXIV, Live In Concert, DJNO Records
- 2014, Doreen's Jazz New Orleans Volume XXII, Dorian Steppin' Out Series Part 1, Dorian Did Dat!, DJNO Records
- 2014, Doreen's Jazz New Orleans Volume XXIII, Dorian Steppin' Out Series Part 2Dorian Did Dat Again!!! You Go Girl!, DJNO Records
- 2012, Doreen's Jazz XXI Triple Threat Series Part IV, Something Extra Little Drummer Girl, DJNO Records

- 2012, Doreen's Jazz XX Triple Threat Series Part III, Who Dat Playin On The Streets?, DJNO Records

- 2012, Doreen's Jazz XVIV Triple Threat Series Part II, Blaclisted Hate Has Made Us Great!, DJNO Records

- 2011, Doreen's Jazz XVIII Triple Threat Series, New Orlean's Best Kept Secrets, DJNO Records

- 2006, Volume XVII, Finally (Part 2), DJNO Records

- 2006, Doreen's Jazz Volume XVI, Finally (Part 1), DJNO Records

- 2003, The Band! The Band!, DJNO Records
- 2002, Doreen's Jazz Volume XIV, Bill Bailey, DJNO Records

- 2001, Doreen's Jazz New Orleans - Volume XI, What A Wonderful World, DJNO Records

- 2001, Volume XII - Jackson Square Jam!, DJNO Records
- 2001, A New Orleans Christmas, DJNO Records
- 1999, Doreen's Jazz New Orleans -Volume IX, 2 for 2000 Swing Out, DJNO Records

- 1999, Doreen's Jazz New Orleans - Volume X, 2 for 2000 Show Your 'Tits' At Mardi Gras, DJNO Records

- 1998, Doreen's Jazz New Orleans -Volume VIII, God Is My Rock, DJNO Records

- 1997, Doreen's Jazz New Orleans -Volume VII, Crescent City Swing, DJNO Records

- 1996, Doreen's Jazz New Orleans - Volume VI, The Blues, DJNO Records

- 1995, Doreen's Jazz New Orleans - Volume V, Mama Don't Want, DJNO Records

- 1994, Taipei '94, DJNO Records